# العطف (بيشة)
العطف : إحدى مراكز محافظة بيشة. تقع في شمال المحافظة على مسافة 16 كيلاً، ويقطنها 9299 نسمة.